# Геџа (лист)
Геџа је српски хумористично-сатирични часопис који је излазио од 1892. до 1895. године. Власник, издавач и 
уредник часописа био је Наум Димитријевић. Први број изашао је 10. новембра 1892. Геџа је био један од најбоље уређиваних хумористичких листова у Србији, борбен и оштар у својој сатири према владајућој династији и политичкој олигархији, са изванредно илустрованим прилозима. Спада у ред најчешће забрањиваних листова. Само до јуна 1894. заплењено је било четрнаест бројева.

## Историјат
Први број листа за шалу и сатиру Геџа изашао је 10. новембар 1892. године. Власник, издавач и главни уредник био је новинар Наум Димитријевић, заговорник и поштовалац Радикалне странке, познат по надимцима Сколомерија и Геџа. Уредништво се у почетку, већ од другог броја, налазило на Обилићевом венцу 1 у Београду, да би се почетком новембра 1893. преселила у Цариградску 14, где остаје до краја излажења.
Од првог броја Геџа излази са поднасловом Лист за шалу и сатиру, да би се већ следеће године поднаслов променио у Лист за озбиљну сатиру. У последњој години излажења (1895) представљен је као Лист за сатиру, шалу и забаву.

## Опис часописа

### Формат и прелом
Лист је излазио једанпут недељно на 4 стране (1 табак), од броја 1 1892. до броја 46 1893, последњег у тој години. Од броја 2 1894. часопис почиње да излази два пута недељно на пола табака, односно 2 стране, на нешто мањем формату и са измењеним дизајном. Све се дешава истовремено са променом штампарије. Последњи бројеви из 1895. поново излазе једанпут недељно, на 4 стране. Геџа је два пута мењао формат, а заглавље листа мењано је чак дванаест пута током његовог излажења.

### Штампарије
Прве две године, од првог броја па све до последњег објављеног 1893. године, Геџа је штампан у Парној радикалној штампарији која се налазила у истој згради у којој је било и уредништво часописа. Геџа се 1894. године од броја 1, који је изашао 1. јануара, до броја 31 штампао у Штампарији Петра К. Танасковића. Од броја 32, који је изашао у мају исте године, штампао се у Штампарији Светозара Николића, да би се у последњој години постојања поново штампао у Парној радикалној штампарији.

## Уређивачка политика
| Политичка позадина која је утицала на Геџину уређивачку политику |
| Турбулентан политички живот српске Краљевине обележио је последњу деценију 19. века. Стална динамика, неочекивани обрти, закулисне игре српског двора и политичких странака у влади и Народној скупштини кулминирали су 1. априла 1893. године. Иако није био у Србији, краљ Милан као неприкосновени владар из сенке, није изгубио политичка упоришта у Краљевини и преко њих је и даље креирао српску политику у којој је увек и изнад свега био његов лични интерес (коцкарски дугови, трошкови боемског живота, забава сваке врсте по европским престоницама). У перфидно смишљеном плану, на скупштинској седници, краљеви намесници и министри (Јован Белимарковић, Јован Ристић, Јован Авакумовић, Стојан Рибарац и други) добијају 1. априла од Александра Обреновића позив за дворски ручак. Нико од позваних гостију ништа није слутио, нити је могао да претпостави да ће се тога дана, по ко зна који пут, окренути нова страница у историји српске Краљевине. Главни иницијатор ове дворске интриге, која је претходно договорена у Швајцарској, били су краљ Милан и др Лазар Докић (тадашњи васпитач Александра Обреновића), док су за њу знали и неки домаћи политичари (Милутин Гарашанин и Драгутин Франасовић, будући војни министар). Било је очито да се спрема нешто велико, а није било неопажено ни понашање опозиционих радикала. Несвојствено овој политичкој струји, радикали су били повучени, мирни и тихи и тако су се држали у и изван скупштине. Краљ Александар је 1. априла 1893. године краљевском прокламацијом себе прогласио пунолетним, иако га је од осамнаестог рођендана делило више од годину дана (у том тренутку је имао шеснаест година и осам месеци), а госте је учинио дворским заробљеницима. Овим актом Александар је званично збацио либералну власт и намесништво које су чинили Јован Ристић и Јован Белимарковић, док се трећи намесник Коста Протић раније упокојио. Намерно није пронађена адекватна замена за трећег члана намесништва, иако је Никола Пашић био један од могућих кандидата за то место, и тиме је највиши орган власти у земљи био доведен у питање. Поред тога, тим чином Александар је извео дворско-војну револуцију и започео самостално да управља земљом као краљ Александар Обреновић. Овим противправним, противуставним и криминалним потезом краљ Александар је довео радикале на власт, као своје директне саучеснике у пучу. По речима историчара Живана Живановића, радикали су желели да са себе скину одговорност за догађаје од 1. априла, али то никада уистину нису успели. |

Геџа је био један од најбољих хумористичких листова у тадашњој Србији. Борбен и оштар у својој сатири према владајућој династији и политичкој олигархији, са изванредним илустрованим прилозима. Лист има готово искључиво политичке теме на репертоару. Његова преокупација су догађаји везани за првоаприлски пуч и долазак Александра Обреновића на власт. Овај догађај имао је далекосежне  последице, које се у листу будно прате и коментаришу на саркастичан и хумористичан начин. Слику односно карикатуру прати текст који објашњава садржај, јер се у противном сама илустрација или чист текст не би могли разумети без оног другог дела.
Радикалског опредељења, нарочито се истицао својим нападима на напредњаке, либерале и Аустроугарску. Зато је више пута забрањиван, а већ у првој години излажења, до јуна 1894. години, заплењено је било 14 бројева. Тиме је Геџа остао запамћен и као часопис који је у Србији током 19. века највише пута забрањиван. Радикалско опредељење листа и напади на либерале, напредњаке, моћну Аустроугарску царевину, па чак и височанстава Краљевине Србије „обезбедилаˮ су листу честе цензорске казне, од заплене појединих бројева, обустава излажења и новчаних казни, до затворских казни за новинаре. То је Геџиној редакцији доносило ексклузивност, јер су и поред пресија и категоричких препрека са највишег нивоа („Геџини малериˮ, Геџа, 1894, бр. 36) довитљиво успевали да продуже излажење шаљивог листа радикала у опозицији. Геџа је често нападао намесништво малолетног Александра Обреновића, због чега се директно замерао Јовану Ристићу, па је због тих напада често трпело и уредништво и лист. У току 1894. године због увреде краља Милана и краља Александра забрањени су бројеви 12, 22, 24, 25 и 26 и 33, када долази до прекида излажења. Када је поново почео да излази, број од 16. јуна забрањен је због карикатуре, а бр. 37, од 3. јула, због увреде краља Милана. Обновљен је 6. марта 1895, а редовно је почео излазити 13. марта исте године.
Политичке карикатуре какве су биле у Геџи, али и у другим сатиричним часописима тог времена, у себи су носиле висок степен набоја политичке острашћености, са усмерењем које је зависило од припадности политичкој партији, као и од важности догађаја или афера које су се презентовале читалачкој публици. Поједине карикатуре су показивале различит степен агресивности и сатиричке оштрине која је расла или се смањивала доласком новог броја листа. Већина тих листова били су шаљиви и сатирични „орган” одређене политичке странке.
У периоду од 1. априла 1893. године до 12. јануара 1894. године радикално настојени сарадници Геџе и сам уредник листа величали су младог краља Александра Обреновића. Иста еуфорија и одушевљење обузело је и карикатуристе и илустраторе овог гласила. Занимљиво је да је Драгутин Дамјановић у исто време био сарадник у Геџи и Брки (гласило либерала) па је могао сам себи да црта и карикатуралне одговоре. Александар Обреновић је у том периоду представљан на карикатурама са свим позитивним одликама. Када је дошло и до другог државног удара, 12. јануара 1894. године и када су се радикали нашли на месту опозиције, уредници радикалски настројених листова представљају младог краља у дијаметрално супротном светлу.
Последње године излажења у часопису се појављују и огласи за различите производе. У броју 26 из 1895. године то су рекламе „Бенко” апотекара из Земуна, за различите козметичке и фармацеутске производе.
| „ | ГЕЏА: Хајте амо, „муштеријеˮ знане, На низу вам нудим рибу сваку, Илʼ волите штуку, илʼ шаране, Уловљене у дворском рибњаку. МАЧОРИ: Нешто нам се одбила од срца, За вечеру посластица мила: Можеш „Геџоˮ телалити светом, Неће мачка рибе од првог Априла. | ” |

Текст је објављен уз карикатуру "Неће мачка рибе", употпуњеној мотом којим радикалска редакција поентира: „Данас си нам најмилије јело, волимо те но печено прасе; / Рибо – штуко – ти си била средство да се Српство од курџона спасе.ˮ (на поменутом ручку 1. априла служена је риба, која је често била на дворском јеловнику).

### Уредништво и сарадници
Власник, издавач и главни уредник Геџе био је новинар Наум Димитријевић. Одговорни уредник првих бројева часописа био је Коста Тутуновић, до броја 8 из 1893. године. Наредних више од годину дана, од броја 9 из 1893. до броја 32 из 1894. одговорни уредник био је сам Димитријевић. На даље је на том месту био Гвозден Пантић — Зоља, који је као уредник часописа Самосталност и Геџа септембра 1894. осуђен на четири године затвора, па га је на том месту заменио Димитријевић.
Прилоге за Геџу писали су, између осталих Јован Скерлић, Милорад Митровић, Миле Павловић Крпа, Риста Одавић, Тодор Поповић, као и уредници Димитријевић, Тутуновић и Гвозден Пантић – Зоља.
Карикатуре су у Геџи радили најбољи српски карикатуристи и илустратори тог времена: Марко Иванишевић, Гавра Ђорђевић Умјански, Драгутин Дамјановић, Владислав Тителбах и други. Занимљива је појава Драгутина Дамјановића, илустратора и карикатуристе, који је радио карикатуре за Геџу и многе друге српске хумористичке и дечје листове, а своје радове објављивао је и у париској штампи. Седам фотографија карикатура из Геџе налазе се у Архиви САНУ (сигн. 14317).

### Сталне рубрике
Сталне рубрике у Геџи биле су:
- Философија о женама / људима[20] и
- Политичке бомбоне[21]

## Галерија
- Насловна страна издања бр. 1 од 1. 1. 1894.
- Насловна страна издања бр. 8 од 3. 2. 1894.
- Карикатура "Геџино васкрсење" (бр. 9 од 11. 4. 1893)
- Карикатура "Удар на удар" (бр. 9 од 11. 4. 1893)
- Карикатура "Спаситељ - укротитељ" (бр. 13 од 9. 5. 1893)
- Прилог "Геџини малери" (бр. 36 од 29. 6. 1893)

- "Геџино васкрсење" - карикатура која обрађује тему самопроглашења Александра Обреновића за краља
- "Удар на удар" - карикатура која се надовезује на "Геџино васкрсење", објављена у истом броју[22]
- "Спаситељ - укротитељ" - карикатура којом се велича млади краљ и његова улога у српској политици[23]
- "Геџини малери" - текст у коме је, на шаљив начин, описан положај Геџе у актуелној политичкој ситуацији[3]